# Oligobrachia floridana
Oligobrachia floridana är en ringmaskart som beskrevs av Nielsen 1965. Oligobrachia floridana ingår i släktet Oligobrachia och familjen skäggmaskar. Inga underarter finns listade i Catalogue of Life.